# Rodolfo Coria
Rodolfo Coria (* 1. Juni 1959 in Neuquén) ist ein argentinischer Paläontologe, bekannt als Ausgräber von Dinosauriern in Patagonien.
Coria war leitender Wissenschaftler am Naturkundemuseum Museo Argentino de Ciencias Naturales Bernardino Rivadavia in Buenos Aires, wo er bei José Bonaparte studierte. Er ist der Gründer des Dinosauriermuseums Museo Municipal Carmen Funes in Plaza Huincul und war von 1984 bis 2007 dessen Direktor. Seit 2007 ist er von der staatlichen Forschungsförderungsorganisation CONICET geförderter Forscher.
Er ist einer der Ausgräber von Argentinosaurus (den er mit José Bonaparte 1993 zuerst beschrieb), des größten bekannten Landtiers, und eines der größten je gefundenen Raubsaurier, Giganotosaurus (1995, mit Leonardo Salgado). Von beiden stehen Repliken in seinem Museum in Plaza Huincul. Er war einer der Entdecker der ersten Sauropoden-Embryos in einem Gelege mit hunderten gut erhaltenen Eiern in Auca Mahuevo in Patagonien. 1999 bis 2001 grub er mit dem kanadischen Paläontologen Philip J. Currie eine Gruppe von sechs Exemplaren von Raubsauriern aus, die sie 2006 Mapusaurus nannten. Weitere seiner Entdeckungen sind ein mittelgroßer Raubsaurier Quilmesaurus und die pflanzenfressende kleine Gasparinisaura.
Neben Patagonien hat er auch an Expeditionen in die Antarktis und nach Asien teilgenommen.

## Schriften
- Basal Ornithopoda (mit Hans-Dieter Sues, David Norman, Lawrence Witmer); Dinosauria Distribution (mit Paul Barrett u. a.). In: David B. Weishampel, Peter Dodson, Halszka Osmólska (Hrsg.): The Dinosauria. 2. Auflage. University of California Press, Berkeley 2004, ISBN 0-520-24209-2.